# Cantó d'Ost
El cantó d'Oust és un cantó francès del departament de l'Arieja, a la regió d'Occitània. Està enquadrat al districte de Sent Gironç, té 8 municipis i el cap cantonal és Ost.

## Municipis
- Aulús
- Coflens
- Èrce
- Ost
- Sèish
- Sentenac d'Ost
- Soèish
- Uston